# Capitola
Capitola is een Amerikaanse stad in Santa Cruz County in de staat Californië.
Capitoa heeft ongeveer 9.500 inwoners (stand 2006) op een oppervlakte van 4,4 km².
Capitola staat bekend als de oudste badplaats aan de Amerikaanse westkust en is momenteel nog steeds populair onder toeristen, vanwege de trendy winkels en restaurants aan de kust, een vissteiger en een lang zandstrand. In het midden van de jaren 70 werden er de jaarlijkse Capitola Classic races gehouden.

## Plaatsen in de nabije omgeving
De onderstaande figuur toont nabijgelegen plaatsen in een straal van 8 km rond Capitola.